# Mokrzyca (Stargard)
Mokrzyca – osiedle oraz oficjalna część miasta Stargard, położone w północnej części miasta.
W Mokrzycy znajduje się  Cmentarz Wojenny.
Główne ulice:
- Reymonta
- Polna
- Brzozowa
- Mokrzyca